# Wahoo (Nebraska)
Pour les articles homonymes, voir Wahoo.
Wahoo est une ville américaine, siège du comté de Saunders, dans l'est du Nebraska. Sa population était en 2010 de 4 508 habitants.

## Transports
Wahoo se trouve au croisement des routes U.S. Route 77 et U.S. Route 92 et possède un aéroport municipal (code AITA : AHQ).

## Personnalités liées à la ville
- Howard Hanson (1896–1981), pianiste, chef d'orchestre et compositeur, est né à Wahoo.
- Darryl F. Zanuck (1902–1979), producteur, auteur et réalisateur, est né à Wahoo.
- Sam Crawford (1880–1968), joueur de baseball, est né à Wahoo.
- George Wells Beadle (1903–1989), biologiste, est né à Wahoo.